# Menòdot de Nicomèdia
Menòdot de Nicomèdia (en llatí Menodotus, en grec antic Μενόδοτος) va ser un metge grec nascut a Nicomèdia, a Bitínia. Era deixeble d'un metge anomenat Antíoc de Laodicea i va ser mestre d'Heròdot de Tars.
Formava part de l'escola empírica, una de les mes famoses escoles mèdiques del món grecoromà. Va viure probablement al començament del segle ii. Va refutar algunes opinions d'Asclepíades de Bitínia i es va mostrar molt crític amb els metges que seguien l'escola dogmàtica. Va gaudir de bona reputació i Galè el cita diverses vegades.
Va escriure algunes obres que Diògenes Laerci menciona però que ara s'han perdut, entre les quals:
- Γαλήνου Παραφράστου τοῦ, Galeni Paraphrastae
- Μηνοδότου Προτρεπτικος, Menodoti Suasoria
- Δόγος ἐπὶ τὰς Τέχνας, Artes Oratio

Entre els escrits conservats de Galè hi ha una obra que precisament es titula Γαλήνου Παραφράστου τοῦ Μηνοδότου Προτρεπτικος Δόγος ἐπὶ τὰς Τέχνας, Galeni Paraphrastae, Menodoti Suasoria, que se suposa que va ser escrita originàriament per Menòdot i revisada i retocada per Galè. L'obra té un estil declamatori que Galè no usava, i s'ha pensat que el llibre no seria genuí.